# پل پونل
پل پونل مربوط به دوره قاجار است و در شهرستان رضوان‌شهر (تالش ) منطقه پونل، رودخانه شفارود واقع شده و این اثر در تاریخ ۱۲ آذر ۱۳۷۵ با شمارهٔ ثبت ۱۷۸۰ به‌عنوان یکی از آثار ملی ایران به ثبت رسیده است.